# Trichiurus nanhaiensis
Trichiurus nanhaiensis is een straalvinnige vissensoort uit de familie van haarstaarten (Trichiuridae). De wetenschappelijke naam van de soort is voor het eerst geldig gepubliceerd in 1992 door Wang & Xu.